# Distretto di Daoli
Il distretto di Daoli (道里区S, Dàolǐ QūP) è un distretto della Cina, situato nella provincia di Heilongjiang e amministrato dalla prefettura di Harbin.